# Jupp Hammerschmidt & Hubert vom Venn

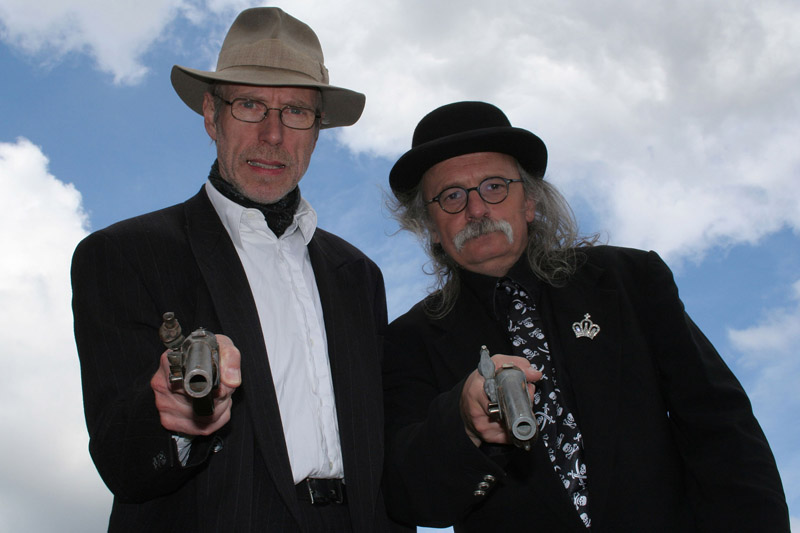
Kabarettduo Jupp Hammerschmidt (l.) und Hubert vom Venn

Jupp Hammerschmidt & Hubert vom Venn waren ein Kabarett-Duo aus der Eifel. Ihr letzter gemeinsamer Auftritt war am 14. Dezember 2011. Nach eigenen Angaben hatte das Duo 1.180 Auftritte vor 81.646 Besuchern.

## Hubert vom Venn
Hubert vom Venn (* 12. Oktober 1953 in Monschau) heißt bürgerlich Hubert Franke und wohnt in Roetgen.

## Jupp Hammerschmidt
Jupp Hammerschmidt (* 1947 in Höfen) heißt bürgerlich Wendelin Rader und wohnt in Aachen.
Nach seiner Schulzeit am Gymnasium der Stadt Monschau studierte er Germanistik und Geschichte. Nach Studienende arbeitete er als Buchhändler und Verleger von wissenschaftlichen Büchern.
Seit 1990 arbeitet er als Rundfunk- und Fernsehautor im Comedybereich und war dort u. a. für Thomas Gottschalk, Harald Schmidt, Ottfried Fischer und die Sendungen RTL Samstag Nacht, Freitagabendnews und 7 Tage, 7 Köpfe tätig. Im Radio sind seine Veröffentlichungen u. a. bei Antenne AC, Antenne Bayern, RTL, Radio BE1, ferner im Bayerischen und Westdeutschen Rundfunk zu hören.
Jupp Hammerschmidt geht seit März 2012 mit Soloprogrammen auf Tournee.
Soloprogramm
- 2012: Der mit der Schleuder tanzt – Unsre Eifel darf nicht sterben
- 2014: Der Ritt auf dem Bohnerblock – Die Eifel im Zeitalter des Linoleums

## Gemeinsame Programme zwischen 1993 und 2011
Beide gingen zwischen 1993 und 2011 gemeinsam auf Tour. Jupp Hammerschmidt spielte den einzigen sozialdemokratischen Bürgermeister, der in der Eifel gewählt worden war und den erzkonservativen Pfarrer seiner Stadt (gespielt von Hubert vom Venn) ärgerte.
| - 1993–1994: Das Leseprogramm - 1994–1996: Misanthropischer Kokolores - 1996–1999: Fritten für um hier zu essen - 1999–2001: Grüße am Rudi - 2001–2004: Komm bis bei uns - 2002–2003: In diesem Sinne, Frohes Fest - 2004–2005: Jute Butter und Bohnenkaffee | - 2005–2006: S’ist als ob Engelein singen - 2006–2007: Viel Wind um Nichts - 2007–2008: Wer stirbt schon gern in … - 2008–2009: Die Sau ist tot in … - 2009–2010: Hedwig kommt mächtig - 2010 – 14. Dezember 2011: Und Tschüss … (Abschiedstournee) |

## Veröffentlichungen

### Bücher

#### Sammelbände mit Beteiligung von Hubert vom Venn
- 2011 Inkas Lebenstraum(a). Edition Schrittmacher/Rhein-Mosel-Verlag
- 2004 Mords-Eifel. HG: Jacques Berndorf, KBV-Verlag
- 2003 Frühling, Sommer, Herbst und Mord. Grenz-Echo-Buchverlag/Belgien
- 2001 Der Tod tritt ein. Krimi-Sammelband Grenz-Echo-Buchverlag/Belgien
- 2001 Abendgrauen 2. KBV-Buchverlag
- 2000 Der Tod klopft an. Krimi-Sammelband, Grenz-Echo-Buchverlag/Belgien
- 1997 Charly’s Leute. Aachen-Comic, print’n’press
- 1996 ANTHOLOGIE Belgischer Rundfunk Im Osten viel Neues. G.E.-Buchverlag
- 1995 Rheinland-Lesebuch – Junger-Westen. Rhein/Eifel/Mosel-Verlag
- 1991 Satiren Hurra Deutschland. Buch zur Fernsehserie, Eichborn-Verlag

#### Bücher von Jupp Hammerschmidt
- 2011 Das Klümpchensglas. Grenz-Echo-Buchverlag
- 2008 Die Frisierkommode. Grenz-Echo-Buchverlag
- 2006 Möhren im Advent. Rhein-Mosel-Verlag
- 1986 Pommes rot weiss. Alano-Verlag
- 1981 Das Kälbchen und der Ratzebär. Cobra-Verlag

### LP/CD/MC/Hörbuch

#### Hörbücher-Anthologien
- 2007 Hörbuch Unterhaltung rund um die Eifel. TechniSat
- 2008 Hörbuch Mord-Eifel. TechniSat

#### Veröffentlichungen des Duos
- 2011 DVD Und Tschüss. Rhein-Mosel-Verlag/play4
- 2009 DVD Die Sau ist tot. Rhein-Mosel-Verlag/play4
- 2003 CD The Best of – Hubert vom Venn & Jupp Hammerschmidt. Rhein-Mosel-Verlag
- 1997 CD Fritten für um hier zu essen. BRF/Grenz-Echo-Buchverlag